# Oncopeltus cayensis
Oncopeltus cayensis är en insektsart som beskrevs av Torre-bueno 1944. Oncopeltus cayensis ingår i släktet Oncopeltus och familjen fröskinnbaggar. Inga underarter finns listade i Catalogue of Life.